# Sohrab Sepehri
Sohrab Sepehri (en persan سهراب سپهری), né à Kashan le 7 octobre 1928 et mort à Téhéran le 21 avril 1980, est un des grands poètes iraniens du XXe siècle. Contemporain d’Ahmad Shamlou, Forough Farrokhzad et Nima Yushij, il est également connu pour ses peintures. 
Sepehri passe la première partie de sa vie à Kashan, qu'il considère comme sa ville natale et à laquelle il dédie le poème صداي پاي آب (Les pas de l'eau). Fils d'un peintre, calligraphe et luthier, il peint lui-même et joue du santour. Sa découverte de Nima Youchidj est décisive : il s'inscrit à la faculté des Beaux-Arts de Téhéran. Il est également un grand voyageur. Il séjourne à Paris en 1957, puis à Venise et Tokyo. Il fait de nombreux voyages en Europe et en Afrique, et vit un an aux États-Unis puis deux en France.
Les grands thèmes de son œuvre sont la nature, l'amitié et le sens de la vie.
C'est en hommage à Sepehri qu'Abbas Kiarostami a réalisé en 1987 Où est la maison de mon ami ? (Khané-yé doust kodjast ?), un film portant le titre d'un de ses poèmes.
Sohrab Sepehri est enterré dans la cour de la mosquée de l'imamzadeh du sultan Ali ben Mohammad Baghir dans le village de Machhad-e Ardehal, à l'ouest de la ville de Kashan.

## Traductions en français
- Sohrab Sepehri (trad. Tayebeh Hashemi et Jean-Restom Nasser), Volume vert (hadjm-e-sabz), Aizy-Jouy, L'Arbre, janvier 2008, 52 p. (ISBN 978-2852781825)
- Les Pas de l'eau, traduit du persan par Daryush Shayegan, la Différence, 1991
- Où est la maison de l'ami ?, poèmes, 1951-1977, choisis et traduits du persan par Jalal Alavinia, Lettres persanes, 2005
- L'Orient du chagrin, poèmes, 1961, Conversation avec mon maître et autres écrits, traduit du persan par Jalal Alavinia, Lettres persanes, 2009